# 惠特利縣 (印第安納州)
惠特利县（英語：Whitley County）是位於美国印第安纳州東北部的一個縣。面積875平方公里。根據2020年美國人口普查，共有人口34,191人。縣治哥倫比亞城（Columbia City）。該縣成立於1835年2月7日，縣政府成立於1838年2月17日，縣名紀念在泰晤士河之役陣亡的志願兵威廉·惠特利。